# Guzmán Pereira
Guzmán Pereira, vollständiger Name Ricardo Guzmán Pereira Méndez, (* 16. Mai 1991 in Montevideo) ist ein uruguayischer Fußballspieler.

## Karriere

### Verein
Pereira wuchs im montevideanischen Barrio Cerrito de la Victoria auf. Seine ersten fußballerischen Schritte unternahm er im Alter von acht Jahren beim Club Juventud Unida, wo er in der Folgezeit die Mannschaften im baby fútbol durchlief. Der nach Angaben seines Vereins 1,82 Meter große Mittelfeldakteur Pereira steht seit der Saison 2010/11 im Kader des uruguayischen Erstligisten Montevideo Wanderers. Dort debütierte am 25. August 2010 im Spiel gegen Nacional Montevideo in der höchsten uruguayischen Spielklasse. Für die Wanderers bestritt er in der ersten Spielzeit fünf Partien in der Primera División. Es folgten zwei weitere Saisons bei den Montevideanern, in denen er in der Liga in 16 bzw. 24 Partien auf dem Platz stand und jeweils einen Saisontreffer erzielte. In der Spielzeit 2013/14 absolvierte er zwei Begegnungen in der Copa Sudamericana und 23 Spiele in der Primera División (ein Tor). Seine Mannschaft gewann die Clausura 2014. Am 17. Juli 2014 wurde sein Wechsel nach Chile zu Universidad de Chile bekannt gegeben. Bei den Chilenen wurde er 42-mal (zwei Tore) in der Primera División eingesetzt. In der Copa Chile bestritt er zehn Begegnungen (kein Tor) und gewann mit dem Team diesen Wettbewerb im Jahr 2015. Ferner absolvierte er sechs Partien (kein Tor) in der Copa Libertadores 2015 und eine (kein Tor) in der Copa Libertadores 2016. Im Juli 2016 wechselte er auf Leihbasis zum Club Atlético Peñarol.

### Nationalmannschaft
Pereira nahm mit der uruguayischen U-20-Auswahl an der U-20-Südamerikameisterschaft 2011 in Peru teil. Im Verlaufe des Turniers wurde er siebenmal eingesetzt (kein Tor). Am 13. November 2014 debütierte er unter Nationaltrainer Óscar Tabárez bei der im Rahmen der 3. Copa Antel ausgetragenen und mit 3:3-Unentschieden (6:7 nach Elfmeterschießen) endenden Partie gegen Costa Rica in der A-Nationalmannschaft Uruguays, als er in der 68. Spielminute für Nicolás Lodeiro eingewechselt wurde. Fünf Tage später kam er am 18. November 2014 gegen Chile zu seinem zweiten Länderspieleinsatz. Einschließlich seines vorläufig letzten Einsatzes in der „Celeste“ am 28. März 2015 absolvierte er bislang drei Länderspiele. Ein Länderspieltor erzielte er bis dahin nicht.

### Erfolge
- U-20-Vize-Südamerikameister 2011
- Clausura 2014 (Primera División, Uruguay)
- Copa Chile 2015